# Кодове ім'я: Смарагд
«Кодове ім'я: Смарагд» (англ. Code Name: Emerald, також відомий як англ. Deep Cover) — американський пригодницький драматичний фільм 1985 року про шпигуна союзників, який працює під прикриттям у нацистській Німеччині під час Другої світової війни. Режисером виступив Джонатан Сенгер, а головні ролі виконали Ед Гарріс, Макс фон Сюдов, Горст Бухгольц та Ерік Штольц. Це був перший кінотеатральний фільм, випущений NBC.

## Синопсис
Під час Другої світової війни та за кілька місяців до висадки в Нормандії, агент союзників Гас Ленг відправляється до окупованої Франції, щоб врятувати «сюзерена», захопленого німцями, – одну з ключових осіб, яка добре знає, коли і де насправді відбудеться вторгнення в Нормандію. Кілька людей допоможуть йому досягти успіху: таємний друг союзників, важливий німецький офіцер, який є високопоставленим агентом, та французький рух опору. Однак СС намагатиметься перешкодити їхнім планам.

## Акторський склад
| Актор          | Роль                 |
| -------------- | -------------------- |
| Ед Гарріс      | Августус «Гас» Ленг  |
| Макс фон Сюдов | Юрген Брауш          |
| Горст Бухгольц | Вальтер Гофман       |
| Сіріл Клер     | Клер Жуве            |
| Гельмут Бергер | Ернст Ріттер         |
| Ерік Штольц    | лейтенант Енді Вілер |
| Патрік Стюарт  | полковник Пітерс     |
| Грем Кроуден   | сер Джеффрі Маклін   |
| Джордж Мікелл  | майор Зельц          |
| Джулі Жесекель | Жасмін               |
| Катя Ченко     | Марі Клод            |
| Вінсент Ґрасс  | слідопит             |